# 国際連合安全保障理事会決議111
国際連合安全保障理事会決議111（こくさいれんごうあんぜんほしょうりじかいけつぎ111、英: United Nations Security Council Resolution 111, UNSCR111）は、1956年1月19日に国際連合安全保障理事会にて全会一致で採択された決議。パレスチナにおけるイスラエル・シリア間の停戦違反についてこれを非難するもの。

## 概要
パレスチナ国連休戦監視機構の参謀長によれば、イスラエルは一般休戦協定に直接違反していることと、同時にティベリア湖（ガリラヤ湖のこと）でのイスラエルの活動に対してシリア当局による妨害があったことに言及した。安保理は、この干渉がイスラエルの行動を決して正当化するものではないとし、イスラエルの行動を非難した。
理事会は、一般休戦協定に基づく義務を果たすよう双方に呼びかけ、参謀長に当該地域の状況を改善するための提案を追求するよう要請し、すべての軍事捕虜の即時交換を呼びかけ、参謀長と共に双方に協力するよう求めた。

## 詳細
以下はその和訳。
安全保障理事会は、
1948年7月15日の決議第54号（1948年）、1949年8月11日の決議第73号（1949年）、1951年5月18日の決議第93号（1951年）、1953年11月24日の決議第101号（1953年）、1955年3月29日の決議106号（1955年）決議を想起し、
1955年12月11日にシリア領内でイスラエル正規軍部隊がシリア正規軍部隊に対して攻撃を行ったというシリアの訴えに関するシリア及びイスラエル代表の主張及びパレスチナにおける国連休戦監視機構参謀長の報告3を考慮に入れ、

参謀総長の報告によれば、このイスラエルの行動は、シリアに侵入したイスラエル軍によって横断された非武装地帯に関するものを含むイスラエル・シリア間の一般休戦協定4の規定に意図的に違反するものであること、及び
当事者の最終的な権利、主張及び立場を害することなく、参謀長の報告によれば、イスラエルとシリアとの間の一般休戦協定の条件に反して、シリア当局がティベリアス湖におけるイスラエルの活動を妨害していることに留意し、

1. この妨害はイスラエルの行動を全く正当化するものではないと主張する。
2. イスラエル政府に対し、報復のために行われたか否かを問わず、一般休戦協定に違反する軍事行動を既に非難し、そのような行動を防止するために効果的な措置をとるよう求めていることを想起させる。

3. 1955年12月11日の攻撃は、決議第54号（1948）の停戦規定、イスラエルとシリアの間の一般休戦協定の条件および国際連合憲章に基づくイスラエルの義務に対する明白な違反であるとして非難する。

4. イスラエル政府がその義務に従わないことに重大な懸念を表明する。
5. イスラエル政府に対し、今後そうすることを求める。そうしない場合には、理事会は、平和の維持または回復のために、憲章に基づくいかなるさらなる措置が必要であるかを検討しなければならなくなるだろう。
6. 当事国に対し、一般休戦協定第 5 条に基づく、休戦区画線および非武装地帯を尊重する義務を遵守するよう要求する。
7. 参謀長に対し、当事者の権利、主張及び立場を害することなく、チベリアス湖の地域の状況を改善するための提案を追求し、その努力の成功について適宜理事会に報告するよう要請する。

8. 当事国に対し、すべての軍事捕虜の即時交換について参謀長と取り決めるよう要請する。

9. 両当事者に対し、この点のみならず他のすべての点において参謀長と協力し、一般休戦協定の規定を誠実に実施し、特にその規定の解釈及び適用において混合休戦委員会の機構を十分に活用するよう要請する。

3 安全保障理事会第10年公式記録、1955 年 10月、11月、12月の補足、文書 S/3516 および Add.1.参照。
4 同上、第4年、特別補足第2号を参照。